# Championnat d'Europe de rugby à XV 2019-2020
Navigation
Championnat 2018-2019 Championnat 2020-2021
Le Championnat d'Europe de rugby à XV 2019-2020 (désigné en anglais sous le terme de International Championships) est une compétition qui réunit les nations membres de Rugby Europe ne participant pas au Tournoi des Six Nations. 34 nations sont réparties en cinq divisions.
Par suite de l'évolution de la pandémie de Covid-19, le 12 mars 2020, Rugby Europe décide de suspendre les matches qui devaient avoir lieu entre le 13 mars et le 15 avril 2020. Le 25 mars 2020, cette suspension des matches est désormais sans limite de temps. Finalement, le 8 avril 2020, il est décidé que les matches restants à jouer en Conférence 1, Conférence 2 et Développement sont annulés et qu'il n'y aurait ni promotion ni relégation. Les poules seront donc identiques la saison suivante. Le 10 juillet 2020, les matches du Trophy restants sont annulés et les Pays-Bas sont déclarés vainqueurs. Le 10 septembre 2020, les matches restants du Championship sont reprogrammés pour le 1er et le 15 novembre, mais le 19 octobre ils sont suspendus jusqu'à la fin de l'année. Le 15 décembre 2020, Rugby Europe annonce que les derniers matchs du Championship se tiendront les 6 et 7 février 2021, et que le barrage de promotion/relégation, opposant le dernier du Championship aux Pays-Bas se tiendra le 20 ou 21 février 2021.Le barrage a finalement lieu le 29 mai 2021.

## Équipes engagées
Les 36 équipes engagées sont réparties selon leurs résultats dans l'édition précédente de 2018-2019 :
| Équipe   | Édition 2018-2019      |
| -------- | ---------------------- |
| Géorgie  | Vainqueur Championship |
| Espagne  | 2e Championship        |
| Roumanie | 3e Championship        |
| Russie   | 4e Championship        |
| Belgique | 5e Championship        |
| Portugal | Vainqueur Trophy       |

| Équipe    | Édition 2018-2019           |
| --------- | --------------------------- |
| Allemagne | 6e Championship             |
| Pays-Bas  | 2e Trophy                   |
| Suisse    | 3e Trophy                   |
| Pologne   | 4e Trophy                   |
| Lituanie  | 5e Trophy                   |
| Ukraine   | Vainqueur Conférence 1 Nord |

| Équipe             | Édition 2018-2019           |
| ------------------ | --------------------------- |
| République tchèque | 6e Trophy                   |
| Suède              | 2e Conférence 1 Nord        |
| Luxembourg         | 3e Conférence 1 Nord        |
| Hongrie            | 4e Conférence 1 Nord        |
| Lettonie           | Vainqueur Conférence 2 Nord |

| Équipe   | Édition 2018-2019          |
| -------- | -------------------------- |
| Malte    | Vainqueur Conférence 1 Sud |
| Croatie  | 2e Conférence 1 Sud        |
| Israël   | 3e Conférence 1 Sud        |
| Chypre   | 4e Conférence 1 Sud        |
| Slovénie | Vainqueur Conférence 2 Sud |

| Équipe   | Édition 2018-2019    |
| -------- | -------------------- |
| Moldavie | 5e Conférence 1 Nord |
| Finlande | 2e Conférence 2 Nord |
| Danemark | 3e Conférence 2 Nord |
| Norvège  | 4e Conférence 2 Nord |
| Autriche | 5e Conférence 2 Sud  |

| Équipe             | Édition 2018-2019       |
| ------------------ | ----------------------- |
| Bosnie-Herzégovine | 5e Conférence 1 Sud     |
| Bulgarie           | 2e Conférence 2 Sud     |
| Serbie             | 3e Conférence 2 Sud     |
| Andorre            | 4e Conférence 2 Sud     |
| Turquie            | Vainqueur Développement |

| Équipe      | Édition 2018-2019   |
| ----------- | ------------------- |
| Slovaquie   | 5e Conférence 2 Sud |
| Estonie     | 2e Développement    |
|             |                     |
| Biélorussie | N'a pas participé   |
| Monténégro  | N'a pas participé   |

## Règlement
Le règlement est le même pour la quatrième saison d'affilée.

### Attribution des points
- Le système d'attribution des points est le suivant[9] :
  - Vainqueur du match : 4 points
  - Match nul : 2 points
  - Perdant du match : 0 point
  - 3 essais de plus minimum par rapport à l'adversaire : 1 point (bonus offensif)
  - Match perdu de 7 points ou moins : 1 point (bonus défensif)
  - Grand Chelem : 1 point (accordé à la fin de la compétition à l'équipe qui a remporté tous ses matches de poule).

### Départage des équipes
- En cas d'égalité entre deux équipes, les critères suivants les départagent[9] :

1. le plus de points de match lors des confrontations directes des équipes à départager ;
2. le plus d’essais inscrits lors des confrontations directes ;
3. la meilleure différence entre points Pour et Contre dans tous les matches de poule ;
4. le plus d’essais marqués dans toutes les rencontres de poule ;
5. le plus de points inscrits dans toutes les rencontres de poule.

- Si trois équipes ou plus sont à égalité, la meilleure classée[9] sera :

1. l'équipe ayant la meilleure différence de points Pour et Contre dans tous les matches de poule ;
2. celle ayant inscrit le plus d'essais dans tous les matches de poule ;
3. l'équipe qui a marqué le plus de points dans toutes les rencontres de poule.

### Promotions et relégations
Les critères de promotion/relégation sont les suivants : 
- Le dernier du Championship affronte à domicile en barrage le vainqueur du Trophy.
- Le dernier du Trophy est relégué en Conférence 1.
- Les vainqueurs des Conférences 1 s'affrontent en barrage pour monter en Trophy sur le terrain de l'équipe qui a pris le plus de points lors de ses matches de poule.
- Le dernier de chaque Conférence 1 est relégué en Conférence 2.
- Le vainqueur de chaque Conférence 2 est promu en Conférence 1.
- Le plus mauvais dernier de Conférence 2 est relégué en Développement.
- Le vainqueur du Développement est promu en Conférence 2[9].

## Championship

### Classement
| Rang | Nations      | J | V | N | D | Bo | Bd | Pm  | Pe  | Diff | Pts |
| ---- | ------------ | - | - | - | - | -- | -- | --- | --- | ---- | --- |
| 1    | Géorgie (T)  | 5 | 5 | 0 | 0 | 3  | 0  | 197 | 60  | +137 | 24  |
| 2    | Espagne      | 5 | 3 | 0 | 2 | 1  | 0  | 103 | 93  | +10  | 13  |
| 3    | Roumanie     | 5 | 2 | 0 | 3 | 1  | 1  | 101 | 103 | -2   | 10  |
| 4    | Portugal (P) | 5 | 2 | 0 | 3 | 0  | 1  | 98  | 111 | -13  | 9   |
| 5    | Russie       | 5 | 2 | 0 | 3 | 0  | 0  | 82  | 128 | -46  | 8   |
| 6    | Belgique     | 5 | 1 | 0 | 4 | 1  | 2  | 84  | 171 | -87  | 7   |

|  | Vainqueur du Championship (no 1)                    |
|  | Barrage promotion/relégation en Championship (no 6) |
|  | P : promu en 2019 • T : tenant du titre 2019        |

### Résultats détaillés

#### Tableau des résultats
| Pays     | BEL   | ESP   | GEO   | POR   | ROU   | RUS   |
| -------- | ----- | ----- | ----- | ----- | ----- | ----- |
| Belgique |       | 23-30 |       |       |       | 38-12 |
| Espagne  |       |       | 10-23 | 25-11 |       |       |
| Géorgie  | 78-6  |       |       |       | 41-13 | 16-7  |
| Portugal | 23-17 |       | 24-39 |       | 22-11 |       |
| Roumanie | 28-0  | 24-7  |       |       |       |       |
| Russie   |       | 12-31 |       | 19-18 | 32-25 |       |

|  | Victoire à domicile |  | Match nul |  | Défaite à domicile |

#### Détail des résultats
| 1er février 2020 | Russie                                                              | 12 - 31 (7 - 14) | Espagne | Stade olympique Ficht, Sotchi 8 237 spectateurs Arbitre : Andrea Piardi |
| 1er février 2020 | Essai(s) : 2 Gaïssine (4e, 73e) Transformation(s) : 1 Gaïssine (5e) |                  | Essai(s) : 5 Sánchez (37e), Jorba (40e), del Hoyo (45e), Linklater (76e), Quercy (80e) Transformation(s) : 3 Linklater (38e, 40e), Rabago (80e) | Stade olympique Ficht, Sotchi 8 237 spectateurs Arbitre : Andrea Piardi |
| 1er février 2020 |                                                                     |                  | | Stade olympique Ficht, Sotchi 8 237 spectateurs Arbitre : Andrea Piardi |

| 1er février 2020 | Portugal | 23 - 17 (14 - 0) | Belgique | Stade universitaire, Lisbonne 955 spectateurs Arbitre : Sam Grove-White (en) |
| 1er février 2020 | Essai(s) : 2 Cardoso Pinto (13e), Vareta (33e) Transformation(s) : 2 Antunes (14e, 34e) Pénalité(s) : 3 Antunes (48e, 66e, 76e) |                  | Essai(s) : 2 de pénalité (43e), de Molder (52e) Transformation(s) : 2 de pénalité (43e), A.Williams (53e) Pénalité(s) : 1 A.Williams (58e) | Stade universitaire, Lisbonne 955 spectateurs Arbitre : Sam Grove-White (en) |
| 1er février 2020 | |                  | | Stade universitaire, Lisbonne 955 spectateurs Arbitre : Sam Grove-White (en) |

| 1er février 2020 | Géorgie | 41 - 13 (8 - 6) | Roumanie                                                                                       | Stade Boris-Paichadze, Tbilissi 20 000 spectateurs Arbitre : Tom Foley |
| 1er février 2020 | Essai(s) : 6 Abzhandadze (6e), Modebadze (46e), Gigashvili (58e), Kacharava (64e, 74e), Chkoidze (78e) Transformation(s) : 4 Abzhandadze (59e, 65e, 75e, 79e) Pénalité(s) : 1 Abzhandadze (34e) |                 | Essai(s) : 1 Vlaicu (49e) Transformation(s) : 1 Vlaicu (51e) Pénalité(s) : 2 Vlaicu (11e, 21e) | Stade Boris-Paichadze, Tbilissi 20 000 spectateurs Arbitre : Tom Foley |
| 1er février 2020 | |                 |                                                                                                | Stade Boris-Paichadze, Tbilissi 20 000 spectateurs Arbitre : Tom Foley |

| 8 février 2020 | Belgique | 38 - 12 (10 - 12) | Russie                                                                          | Stade Fallon, Woluwe-Saint-Lambert 2 500 spectateurs Arbitre : Shota Tevzadze |
| 8 février 2020 | Essai(s) : 5 Dienst (36e), Jadot (45e), Berger (50e), Decubber (55e), Verschelden (69e) Transformation(s) : 5 A.Williams (37e, 46e, 51e, 57e), de Moffarts (70e) Pénalité(s) : 1 A.Williams (28e) |                   | Essai(s) : 2 Sozonov (19e), Ielguine (25e) Transformation(s) : 1 Gaïssine (26e) | Stade Fallon, Woluwe-Saint-Lambert 2 500 spectateurs Arbitre : Shota Tevzadze |
| 8 février 2020 | |                   |                                                                                 | Stade Fallon, Woluwe-Saint-Lambert 2 500 spectateurs Arbitre : Shota Tevzadze |

| 8 février 2020 | Portugal | 22 - 11 (17 - 6) | Roumanie                                                       | Complexe Sportif Municipal, Caldas da Rainha 1 500 spectateurs Arbitre : Ludovic Cayre |
| 8 février 2020 | Essai(s) : 3 Antunes (11e, 29e), Tadjer (51e) Transformation(s) : 2 Antunes (12e, 30e) Pénalité(s) : 1 Antunes (38e) |                  | Essai(s) : 1 Simionescu (64e) Pénalité(s) : 2 Vlaicu (4e, 10e) | Complexe Sportif Municipal, Caldas da Rainha 1 500 spectateurs Arbitre : Ludovic Cayre |
| 8 février 2020 | |                  |                                                                | Complexe Sportif Municipal, Caldas da Rainha 1 500 spectateurs Arbitre : Ludovic Cayre |

| 9 février 2020 | Espagne                                         | 10 - 23 (5 - 23) | Géorgie | Stade national Complutense, Madrid 8 000 spectateurs Arbitre : Craig Evans (en) |
| 9 février 2020 | Essai(s) : 2 Cardoso Pinto (8e), del Hoyo (78e) |                  | Essai(s) : 3 Mamukashvili (3e, 37e), Tabutsadze (20e) Transformation(s) : 1 Abzhandadze (22e) Pénalité(s) : 2 Abzhandadze (14e, 23e) | Stade national Complutense, Madrid 8 000 spectateurs Arbitre : Craig Evans (en) |
| 9 février 2020 |                                                 |                  | | Stade national Complutense, Madrid 8 000 spectateurs Arbitre : Craig Evans (en) |

| 22 février 2020 | Roumanie | 24 - 7 (6 - 0) | Espagne                                                        | Stadionul Municipal, Botoșani 1 500 spectateurs Arbitre : Nika Amashukeli |
| 22 février 2020 | Essai(s) : 2 Melinte (51e, 80e) Transformation(s) : 1 Vlaicu (53e) Pénalité(s) : 4 Vlaicu (6e, 34e, 50e, 75e) |                | Essai(s) : 1 Nueno (78e) Transformation(s) : 1 Linklater (79e) | Stadionul Municipal, Botoșani 1 500 spectateurs Arbitre : Nika Amashukeli |
| 22 février 2020 | |                |                                                                | Stadionul Municipal, Botoșani 1 500 spectateurs Arbitre : Nika Amashukeli |

| 22 février 2020 | Géorgie | 78 - 6 (33 - 6) | Belgique                               | Aia Arena, Koutaïssi 5 000 spectateurs Arbitre : Cristian Șerban |
| 22 février 2020 | Essai(s) : 12 Tabutsadze (7e, 53e, 80e+5, 80e+10), Karkadze (14e), Matiashvili (17e), Dzneladze (27e, 79e), de pénalité (40e), Begadze (43e), Gorgadze (58e), Tkhilaishvili (73e) Transformation(s) : 9 Abzhandadze (7e, 14e, 17e, 43e, 53e, 58e, 73e, 80e+10), de pénalité (40e) |                 | Pénalité(s) : 2 de Moffarts (21e, 40e) | Aia Arena, Koutaïssi 5 000 spectateurs Arbitre : Cristian Șerban |
| 22 février 2020 | |                 |                                        | Aia Arena, Koutaïssi 5 000 spectateurs Arbitre : Cristian Șerban |

| 22 février 2020 | Russie | 19 - 18 (19 - 7) | Portugal | Stade Kaliningrad, Kaliningrad 12 000 spectateurs Arbitre : Iñigo Atorrasagasti |
| 22 février 2020 | Essai(s) : 1 Ostrikov (3e) Transformation(s) : 1 Gaïssine (4e) Pénalité(s) : 4 Gaïssine (23e, 30e, 35e, 40e) |                  | Essai(s) : 2 Appleton (34e, Cardoso Pinto (69e) Transformation(s) : 1 Antunes (34e) Pénalité(s) : 2 Antunes (51e, 58e) | Stade Kaliningrad, Kaliningrad 12 000 spectateurs Arbitre : Iñigo Atorrasagasti |
| 22 février 2020 | |                  | | Stade Kaliningrad, Kaliningrad 12 000 spectateurs Arbitre : Iñigo Atorrasagasti |

| 7 mars 2020 | Belgique | 23 - 30 (7 - 13) | Espagne | Stade Fallon, Woluwe-Saint-Lambert 3 000 spectateurs Arbitre : Sean Gallagher |
| 7 mars 2020 | Essai(s) : 2 Verschelden (24e), Benoy (48e) Transformation(s) : 2 A.Williams (25e, 49e) Pénalité(s) : 2 A.Williams (45e, 80e+6) Drop(s) : 1 A.Williams (55e) |                  | Essai(s) : 4 Nieto (20e), Casteglioni (57e, 80e), del Hoyo (71e) Transformation(s) : 2 Rabago (20e, 80e+1) Pénalité(s) : 2 Rabago (3e, 17e) | Stade Fallon, Woluwe-Saint-Lambert 3 000 spectateurs Arbitre : Sean Gallagher |
| 7 mars 2020 | |                  | | Stade Fallon, Woluwe-Saint-Lambert 3 000 spectateurs Arbitre : Sean Gallagher |

| 7 mars 2020 | Russie | 32 - 25 (20 - 13) | Roumanie | Stade Kouban, Krasnodar 3 100 spectateurs Arbitre : Dan Jones |
| 7 mars 2020 | Essai(s) : 4 Zykov (37e), Magomedov (40e), Golosnitski (45e), Kouchnariov (75e) Transformation(s) : 3 Gaïssine (39e, 40e), Kouchnariov (76e) Pénalité(s) : 2 Gaïssine (12e, 14e) |                   | Essai(s) : 3 Maliepo (30e), Melinte (54e), Simionescu (80e) Transformation(s) : 2 Vlaicu (32e), Melinte (80e) Pénalité(s) : 2 Vlaicu (8e, 18e) | Stade Kouban, Krasnodar 3 100 spectateurs Arbitre : Dan Jones |
| 7 mars 2020 | |                   | | Stade Kouban, Krasnodar 3 100 spectateurs Arbitre : Dan Jones |

| 7 mars 2020 | Portugal | 24 - 39 (14 - 17) | Géorgie | Stade Jean-Bouin, Paris 2 000 spectateurs Arbitre : Ben Blain |
| 7 mars 2020 | Essai(s) : 3 Cardoso Pinto (6e), Antunes (22e), Belo (41e) Transformation(s) : 3 Antunes (7e, 23e, 42e) Pénalité(s) : 1 Antunes (64e) |                   | Essai(s) : 7 Mamukashvili (3e), Gorgadze (9e), Kacharava (34e), Saghinadze (58e), de pénalité (69e), Tapladze (71e), Matiashvili (75e) Transformation(s) : 2 Matiashvili (4e), de pénalité (69e) | Stade Jean-Bouin, Paris 2 000 spectateurs Arbitre : Ben Blain |
| 7 mars 2020 | |                   | | Stade Jean-Bouin, Paris 2 000 spectateurs Arbitre : Ben Blain |

| 7 février 2021 | Roumanie | 28 - 0 forf. | Belgique |  |
| 7 février 2021 |          |              |          |  |
| 7 février 2021 |          |              |          |  |

| 7 février 2021 | Géorgie | 16 - 7 (0 - 0) | Russie                                                         | Stade Mikheil-Meskhi, Tbilissi Arbitre : Paulo Duarte |
| 7 février 2021 | Essai(s) : 1 Lobzhanidze (45e) Transformation(s) : 1 Abzhandadze (46e) Pénalité(s) : 3 Abzhandadze (53e, 66e, 75e) |                | Essai(s) : 1 Fedotko (60e) Transformation(s) : 1 Gaïssine (61e | Stade Mikheil-Meskhi, Tbilissi Arbitre : Paulo Duarte |
| 7 février 2021 | |                |                                                                | Stade Mikheil-Meskhi, Tbilissi Arbitre : Paulo Duarte |

| 7 février 2021 | Espagne | 25 - 11 (6 - 5) | Portugal                                                          | Stade national Complutense, Madrid Arbitre : Chris Busby |
| 7 février 2021 | Essai(s) : 3 Guemes (44e), Goia (48e), Gibouin (77e) Transformation(s) : 2 Guemes (45e, 48e) Pénalité(s) : 2 Guemes (18e, 35e) |                 | Essai(s) : 1 Marta (31e) Transformation(s) : 2 Antunes (47e, 62e) | Stade national Complutense, Madrid Arbitre : Chris Busby |
| 7 février 2021 | |                 |                                                                   | Stade national Complutense, Madrid Arbitre : Chris Busby |

## Trophy

### Classement
| Rang | Nations       | J | V | N | D | Bo | Bd | Pm  | Pe  | Diff | Pts |
| ---- | ------------- | - | - | - | - | -- | -- | --- | --- | ---- | --- |
| 1    | Pays-Bas      | 5 | 4 | 1 | 0 | 3  | 0  | 144 | 38  | +106 | 21  |
| 2    | Suisse        | 5 | 2 | 2 | 1 | 1  | 1  | 93  | 52  | +41  | 14  |
| 3    | Ukraine (P)   | 5 | 2 | 2 | 1 | 2  | 0  | 60  | 74  | -14  | 14  |
| 4    | Allemagne (R) | 5 | 1 | 2 | 2 | 0  | 0  | 62  | 85  | -23  | 8   |
| 5    | Lituanie      | 5 | 1 | 1 | 3 | 1  | 0  | 61  | 103 | -42  | 7   |
| 6    | Pologne       | 5 | 1 | 0 | 4 | 0  | 1  | 44  | 112 | -68  | 5   |

|  | Vainqueur du Trophy et barragiste de promotion/relégation en Championship (no 1) |
|  | Relégation en Conférence 1 (no 6)                                                |
|  | R : relégué en 2019 • P : promu en 2019                                          |

### Résultats détaillés

#### Tableau des résultats
| Pays      | ALL   | LIT   | PAY  | POL   | SUI   | UKR  |
| --------- | ----- | ----- | ---- | ----- | ----- | ---- |
| Allemagne |       | 0-0   | 7-37 |       | 20-33 |      |
| Lituanie  |       |       |      | 25-0  | 9-40  |      |
| Pays-Bas  |       | 36-17 |      | 7-6   |       | 64-8 |
| Pologne   | 15-35 |       |      |       |       | 0-25 |
| Suisse    |       |       | 0-0  | 20-23 |       |      |
| Ukraine   | 0-0   | 27-10 |      |       | 0-0   |      |

|  | Victoire à domicile |  | Match nul |  | Défaite à domicile |

#### Détail des résultats
| 26 octobre 2019 | Ukraine | 27 - 10 (15-10) | Lituanie                                                                                  | Dynamo Stadium, Kharkiv 500 spectateurs Arbitre : Federico Vedovelli |
| 26 octobre 2019 | Essai(s) : 4 2 Vertyletskyi 30e, 40e+1 Radchuk 66e ; Kosariev 80e+4 Transformation(s) : 2/4 Kosariev 30e, 80e+4 Pénalité(s) : Kosariev 10e |                 | Essai(s) : Miezys 35e Transformation(s) : Vilimavicius 35e Pénalité(s) : Vilimavicius 19e | Dynamo Stadium, Kharkiv 500 spectateurs Arbitre : Federico Vedovelli |
| 26 octobre 2019 | |                 |                                                                                           | Dynamo Stadium, Kharkiv 500 spectateurs Arbitre : Federico Vedovelli |

| 2 novembre | Pologne                                                                                    | 15 - 35 (8-25) | Allemagne | Stade municipal, Łódź 1 500 spectateurs Arbitre : Shota Tezvadze |
| 2 novembre | Essai(s) : 2 Buczek 40e ; Cal 55e Transformation(s) : 1/2 Gdula 55e Pénalité(s) : Gdula 7e |                | Essai(s) : 4 Rinklin 29e ; Lammers 35e, 40e Paine 72e Transformation(s) : 3/4 Klewinghaus 29e, 35e, 72e Pénalité(s) : 3 Klewinghaus 2e, 22e, 60e | Stade municipal, Łódź 1 500 spectateurs Arbitre : Shota Tezvadze |
| 2 novembre |                                                                                            |                | | Stade municipal, Łódź 1 500 spectateurs Arbitre : Shota Tezvadze |

| 9 novembre | Pays-Bas | 64 - 8 (24-8) | Ukraine                                          | NRCA Stadium, Amsterdam Arbitre : Jonathan Dufort |
| 9 novembre | Essai(s) : 9 Hop 21e, 60e 4 Gascoigne 32e, 44e, 66e, 75e Koning 39e ; Danen 50e ; Visser 63e Transformation(s) : 8/9 Weersma 22e, 33e, 40e, 45e, 51e, 64e, 67e, 76e Pénalité(s) : Weersma 13e |               | Essai(s) : Shakura 7e Pénalité(s) : Kosariev 15e | NRCA Stadium, Amsterdam Arbitre : Jonathan Dufort |
| 9 novembre | |               |                                                  | NRCA Stadium, Amsterdam Arbitre : Jonathan Dufort |

| 16 novembre 2019 | Lituanie                                  | 9 - 40 (9-19) | Suisse | Šiaulių savivaldybės stadionas, Šiauliai 1 000 spectateurs Arbitre : Ross Mabon |
| 16 novembre 2019 | Pénalité(s) : 3 Vilimavicius 6e, 15e, 19e |               | Essai(s) : 6 Kavanagh 9e ; Heinrich 12e ; O'Grady 39e Wullschleger 48e ; Perrod 55e ; de pénalité 72e Transformation(s) : 4/5 Perrod 10e, 40e, 49e, 56e | Šiaulių savivaldybės stadionas, Šiauliai 1 000 spectateurs Arbitre : Ross Mabon |
| 16 novembre 2019 |                                           |               | | Šiaulių savivaldybės stadionas, Šiauliai 1 000 spectateurs Arbitre : Ross Mabon |

| 23 novembre | Suisse | 20 - 23 (13-6) | Pologne                                                                           | Stade municipal, Yverdon-les-Bains 1 500 spectateurs Arbitre : Robert O'Sullivan |
| 23 novembre | Essai(s) : 2 Delabays 25e ; Malyon 57e Transformation(s) : 2/2 Perrod 26e, 58e Pénalité(s) : 2 Perrod 2e, 14e |                | Essai(s) : Pogorzelski 67e Pénalité(s) : 6 J.Nowicki 10e, 18e, 42e, 53e, 61e, 74e | Stade municipal, Yverdon-les-Bains 1 500 spectateurs Arbitre : Robert O'Sullivan |
| 23 novembre | |                |                                                                                   | Stade municipal, Yverdon-les-Bains 1 500 spectateurs Arbitre : Robert O'Sullivan |

| 23 novembre 2019 | Allemagne                                             | 7 - 37 (7-10) | Pays-Bas | Fritz-Grunebaum-Sportpark, Heidelberg 2 731 spectateurs Arbitre : Inigo Atorrasagasti |
| 23 novembre 2019 | Essai(s) : Fairhurst 14e Transformation(s) : Hohl 15e |               | Essai(s) : 4Hop 10e, 78e van Kampen (65e), de pénalité (80e Transformation(s) : 3/4 Weersma 11e, 66e, 79e Pénalité(s) : 3 Weersma 20e, 55e, 62e | Fritz-Grunebaum-Sportpark, Heidelberg 2 731 spectateurs Arbitre : Inigo Atorrasagasti |
| 23 novembre 2019 |                                                       |               | | Fritz-Grunebaum-Sportpark, Heidelberg 2 731 spectateurs Arbitre : Inigo Atorrasagasti |

| 29 février 2020 | Allemagne | 20 - 33 (20-16) | Suisse | Fritz-Grunebaum-Sportpark, Heidelberg 650 spectateurs Arbitre : Saba Abulashvili |
| 29 février 2020 | Essai(s) : 2 Schreieck 25e ; Wakefield (32e Transformation(s) : 2/2 Hohl 26e, 32e Pénalité(s) : 2 Hohl 19e, 40e |                 | Essai(s) : 3 Peruisset 16e Mousties 51e ; Vial 65e Transformation(s) : 3/3 Perrod 16e, 52e, 66e Pénalité(s) : 4 Perrod 7e, 24e, 36e, 48e | Fritz-Grunebaum-Sportpark, Heidelberg 650 spectateurs Arbitre : Saba Abulashvili |
| 29 février 2020 | |                 | | Fritz-Grunebaum-Sportpark, Heidelberg 650 spectateurs Arbitre : Saba Abulashvili |

| 29 février | Pays-Bas                                               | 7 - 6 (0-6) | Pologne                       | NRCA Stadium, Amsterdam 2 050 spectateurs Arbitre : Killian O'Brian |
| 29 février | Essai(s) : Noorman 78e Transformation(s) : Carroll 79e |             | Pénalité(s) : 2 Gdula 4e, 20e | NRCA Stadium, Amsterdam 2 050 spectateurs Arbitre : Killian O'Brian |
| 29 février |                                                        |             |                               | NRCA Stadium, Amsterdam 2 050 spectateurs Arbitre : Killian O'Brian |

| 7 mars 2020 | Pays-Bas | 36 - 17 (17-17) | Lituanie                                                                                | NRCA Stadium, Amsterdam 2 000 spectateurs Arbitre : João Costa |
| 7 mars 2020 | Essai(s) : 6 Gascoigne 4 7e, 16e, 38e, 45e Boelrijk 57e ; van der Avoird 75e Transformation(s) : '3/6 van Oord 8e, 45e ; Schut 58e |                 | Essai(s) : 3 Tamoliūnas 20e ; Bagužis 25e, 32e Transformation(s) : 1/3 Vilimavičius 26e | NRCA Stadium, Amsterdam 2 000 spectateurs Arbitre : João Costa |
| 7 mars 2020 | |                 |                                                                                         | NRCA Stadium, Amsterdam 2 000 spectateurs Arbitre : João Costa |

|  | Suisse | 0 - 0 | Pays-Bas |  |
|  |        |       |          |  |
|  |        |       |          |  |

|  | Allemagne | 0 - 0 | Lituanie |  |
|  |           |       |          |  |
|  |           |       |          |  |

|  | Lituanie | 25 - 0 | Pologne |  |
|  |          |        |         |  |
|  |          |        |         |  |

|  | Pologne | 0 - 25 | Ukraine |  |
|  |         |        |         |  |
|  |         |        |         |  |

|  | Ukraine | 0 - 0 | Suisse |  |
|  |         |       |        |  |
|  |         |       |        |  |

|  | Ukraine | 0 - 0 | Allemagne |  |
|  |         |       |           |  |
|  |         |       |           |  |

## Conférence 1

### Conférence 1 Nord

#### Classement
| Rang | Pays                   | J | V | N | D | Bo | Bd | Pm  | Pe | Diff | Pts |
| ---- | ---------------------- | - | - | - | - | -- | -- | --- | -- | ---- | --- |
| 1    | République tchèque (R) | 2 | 2 | 0 | 0 | 2  | 0  | 100 | 7  | +93  | 10  |
| 2    | Hongrie                | 2 | 1 | 0 | 1 | 1  | 0  | 38  | 77 | -39  | 5   |
| 3    | Luxembourg             | 2 | 1 | 0 | 1 | 0  | 0  | 20  | 36 | -16  | 4   |
| 4    | Suède                  | 2 | 1 | 0 | 1 | 0  | 0  | 26  | 35 | -9   | 4   |
| 5    | Lettonie (P)           | 2 | 0 | 0 | 2 | 0  | 1  | 35  | 64 | -29  | 1   |

|  | Vainqueur de la Conférence 1 Nord et barrage de promotion en Trophy (no 1) |
|  | Relégation en Conférence 2 (no 5)                                          |
|  | R : relégué en 2019 • P : promu en 2019                                    |

#### Résultats détaillés

##### Tableau des résultats
| Pays               | HON  | LET   | LUX  | RTC  | SUE   |
| ------------------ | ---- | ----- | ---- | ---- | ----- |
| Hongrie            |      | 38-13 |      |      | -     |
| Lettonie           |      |       | -    |      | 22-26 |
| Luxembourg         | -    |       |      | 7-36 |       |
| République tchèque | 64-0 | -     |      |      |       |
| Suède              |      |       | 0-13 | -    |       |

|  | Victoire à domicile |  | Match nul |  | Défaite à domicile |

##### Détail des résultats
| 21 septembre 2019 | République tchèque | 64 - 0 (31-0) | Hongrie | Stadion ragby Císařka, Prague 10 001 spectateurs Arbitre : Killian O'Brien |
| 21 septembre 2019 | Essai(s) : 10 Cimprich 1re ; Šimák 15e ; Hutník 25e 4 Kučera 33e, 39e, 47e, 51e Hošek 63e ; Berounský 70e, 77e Transformation(s) : 7/10 5 Pantůček 1re, 16e, 34e, 48e, 52e Cimprich 71e, 78e |               |         | Stadion ragby Císařka, Prague 10 001 spectateurs Arbitre : Killian O'Brien |
| 21 septembre 2019 | |               |         | Stadion ragby Císařka, Prague 10 001 spectateurs Arbitre : Killian O'Brien |

| 12 octobre | Hongrie | 38 - 13 (18-3) | Lettonie                                                            | Kincsem Park, Budapest 1 000 spectateurs Arbitre : Gert Visser |
| 12 octobre | Essai(s) : 5 Gallagher 6e Stiglmayer 20e, 49e, 61e ; Pluhár 74e Transformation(s) : 2/5 Katona 7e ; Teisenhoffer 74e Pénalité(s) : 3 Katona 10e, 19e, 57e |                | Essai(s) : 2 Aivars 65e Bērziņš 80e+3 Pénalité(s) : Šefanovskis 16e | Kincsem Park, Budapest 1 000 spectateurs Arbitre : Gert Visser |
| 12 octobre | |                |                                                                     | Kincsem Park, Budapest 1 000 spectateurs Arbitre : Gert Visser |

| 19 octobre 2019 | Luxembourg                                           | 7 - 36 (0-24) | République tchèque | Stade Josy-Barthel, Luxembourg 700 spectateurs Arbitre : John Catteau |
| 19 octobre 2019 | Essai(s) : Cendre 47e Transformation(s) : Browne 48e |               | Essai(s) : 6 Berounsky 5e ; Vomacka 12e Loutocky 27e, 43e Simak 40e ; Kent 51e Transformation(s) : 3/6 Hopp 6e, 40e, 52e | Stade Josy-Barthel, Luxembourg 700 spectateurs Arbitre : John Catteau |
| 19 octobre 2019 |                                                      |               | | Stade Josy-Barthel, Luxembourg 700 spectateurs Arbitre : John Catteau |

| 26 octobre | Lettonie | 22 - 26 (8-18) | Suède | Slokas Stadions, Jurmala 350 spectateurs Arbitre : Alexandru Ionescu |
| 26 octobre | Essai(s) : 3 Kapiņš 14e Raņķis 48e ; Šefanovskis 69e Transformation(s) : 2/3 Davidsons 49e, 70e Pénalité(s) : Davidsons 26e |                | Essai(s) : 3 Melander 6e, 37e Grillfors 65e Transformation(s) : 1/3 Murphy 7e Pénalité(s) : 3 Murphy 5e, 36e, 59e | Slokas Stadions, Jurmala 350 spectateurs Arbitre : Alexandru Ionescu |
| 26 octobre | |                | | Slokas Stadions, Jurmala 350 spectateurs Arbitre : Alexandru Ionescu |

| 2 novembre 2019 | Suède | 0 - 13 (0-3)                                                                          | Luxembourg | Malmö Stadion, Malmö 200 spectateurs Arbitre : Artur Kaptyukh |
| 2 novembre 2019 |       | Essai(s) : Brausch 68e Transformation(s) : Browne 69e Pénalité(s) : 2 Browne 37e, 62e |            | Malmö Stadion, Malmö 200 spectateurs Arbitre : Artur Kaptyukh |
| 2 novembre 2019 |       |                                                                                       |            | Malmö Stadion, Malmö 200 spectateurs Arbitre : Artur Kaptyukh |

| 18 avril 2020 | République tchèque | - | Lettonie |  |
| 18 avril 2020 |                    |   |          |  |
| 18 avril 2020 |                    |   |          |  |

| 2 mai | Lettonie | - | Luxembourg |  |
| 2 mai |          |   |            |  |
| 2 mai |          |   |            |  |

| 9 mai 2020 | Suède | - | République tchèque |  |
| 9 mai 2020 |       |   |                    |  |
| 9 mai 2020 |       |   |                    |  |

| 9 mai | Luxembourg | - | Hongrie |  |
| 9 mai |            |   |         |  |
| 9 mai |            |   |         |  |

| 16 mai 2020 | Hongrie | - | Suède |  |
| 16 mai 2020 |         |   |       |  |
| 16 mai 2020 |         |   |       |  |

### Conférence 1 Sud

#### Classement
| Rang | Pays         | J | V | N | D | Bo | Bd | Pm | Pe | Diff | Pts |
| ---- | ------------ | - | - | - | - | -- | -- | -- | -- | ---- | --- |
| 1    | Croatie      | 2 | 2 | 0 | 0 | 1  | 0  | 64 | 30 | +34  | 9   |
| 2    | Malte (T)    | 2 | 1 | 0 | 1 | 1  | 0  | 58 | 32 | +26  | 6   |
| 3    | Chypre       | 2 | 1 | 0 | 1 | 0  | 1  | 38 | 41 | -3   | 5   |
| 4    | Slovénie (P) | 2 | 0 | 1 | 1 | 0  | 0  | 42 | 70 | -28  | 2   |
| 5    | Israël       | 2 | 0 | 1 | 1 | 0  | 0  | 38 | 67 | -29  | 2   |

|  | Vainqueur de la Conférence 1 Sud et barrage de promotion en Trophy (no 1) |
|  | Relégation en Conférence 2 (no 5)                                         |
|  | P : promu en 2019 • T : tenant du titre 2019                              |

#### Résultats détaillés

##### Tableau des résultats
| Pays     | CHY   | CRO   | ISR   | MAL   | SLO |
| -------- | ----- | ----- | ----- | ----- | --- |
| Chypre   |       | 20-25 |       |       | -   |
| Croatie  |       |       | 39-10 | -     | -   |
| Israël   | -     |       |       |       |     |
| Malte    | 16-18 |       | -     |       |     |
| Slovénie |       |       | 28-28 | 14-42 |     |

|  | Victoire à domicile |  | Match nul |  | Défaite à domicile |

##### Détail des résultats
| 12 octobre 2019 | Croatie | 39 - 10 (22-3) | Israël                                                                         | Stadion NŠC Stjepan Spajić, Zagreb 300 spectateurs Arbitre : Maikel English |
| 12 octobre 2019 | Essai(s) : 6 Brečić 21e, Biškić 27e, Perica 40e Newton 67e, Grčić 74e, Kovačić 80e Transformation(s) : 3/6 Newton 23e, 29e, 68e Pénalité(s) : Newton 6e |                | Essai(s) : Pryimak 50e Transformation(s) : Pryimak 51e Pénalité(s) : Goldin 8e | Stadion NŠC Stjepan Spajić, Zagreb 300 spectateurs Arbitre : Maikel English |
| 12 octobre 2019 | |                |                                                                                | Stadion NŠC Stjepan Spajić, Zagreb 300 spectateurs Arbitre : Maikel English |

| 19 octobre | Chypre                                                             | 20 - 25 (6-13) | Croatie | Stade Stélios-Kyriakídis, Paphos 500 spectateurs Arbitre : Matej Razga |
| 19 octobre | Essai(s) : Brown 55e Pénalité(s) : 5 Holden 3e, 19e, 46e, 50e, 80e |                | Essai(s) : 3 Brečić 26e, Perica 62e, Biškić 69e Transformation(s) : 2 Newton 27e, 63e Pénalité(s) : 2/2 Newton 38e, 40e+2 | Stade Stélios-Kyriakídis, Paphos 500 spectateurs Arbitre : Matej Razga |
| 19 octobre |                                                                    |                | | Stade Stélios-Kyriakídis, Paphos 500 spectateurs Arbitre : Matej Razga |

| 19 octobre | Slovénie | 28 - 28 (8-18) | Israël | Stanežiče Oval, Ljubljana 250 spectateurs Arbitre : Anthony Lac |
| 19 octobre | Essai(s) : 3 G. Skofic 10e, Dobnikar 44e, A. Skofic 64e Transformation(s) : 2/3 Kavčič 44e, 64e Pénalité(s) : 3 Kavčič 28e, 56e, 68e |                | Essai(s) : 4 Ferreira 1re, 52e, Shulman 33e, Fawarsa 75e Transformation(s) : 1/4 Pryimak 1re Pénalité(s) : 2 Pryimak 7e, 19e | Stanežiče Oval, Ljubljana 250 spectateurs Arbitre : Anthony Lac |
| 19 octobre | |                | | Stanežiče Oval, Ljubljana 250 spectateurs Arbitre : Anthony Lac |

| 9 novembre 2019 | Slovénie                                                                       | 14 - 42 (7-28) | Malte | Stanežiče Oval, Ljubljana 150 spectateurs Arbitre : Alexei Lebedev |
| 9 novembre 2019 | Essai(s) : 2 de pénalité 37e, Radelj-Šemrov 52e Transformation(s) : Kavčič 53e |                | Essai(s) : 6 Collins 4e, 77e ; Deguara 10e R. Holloway 17e ; Mathews 29e ; Hepburn 54e Transformation(s) : 6/6 O'Brien 4e, 10e, 17e, 30e, 55e, 77e | Stanežiče Oval, Ljubljana 150 spectateurs Arbitre : Alexei Lebedev |
| 9 novembre 2019 |                                                                                |                | | Stanežiče Oval, Ljubljana 150 spectateurs Arbitre : Alexei Lebedev |

| 23 novembre | Malte                                                                 | 16 - 18 (10-13) | Chypre | Hibernians Stadium, Paola 2 000 spectateurs Arbitre : Ethan Glass |
| 23 novembre | Essai(s) : 2 Collins 7e, Gum 31e Pénalité(s) : 2 R. Holloway 46e, 59e |                 | Essai(s) : 2 D. Georgiou 19e, Agathokleous 71e Transformation(s) : 1/2 Holden 19e Pénalité(s) : 2 Holden 3e, 23e | Hibernians Stadium, Paola 2 000 spectateurs Arbitre : Ethan Glass |
| 23 novembre |                                                                       |                 | | Hibernians Stadium, Paola 2 000 spectateurs Arbitre : Ethan Glass |

| 21 mars 2020 | Malte | - | Israël |  |
| 21 mars 2020 |       |   |        |  |
| 21 mars 2020 |       |   |        |  |

| 28 mars | Croatie | - | Slovénie |  |
| 28 mars |         |   |          |  |
| 28 mars |         |   |          |  |

| 28 mars | Israël | - | Chypre |  |
| 28 mars |        |   |        |  |
| 28 mars |        |   |        |  |

| 4 avril 2020 | Croatie | - | Malte |  |
| 4 avril 2020 |         |   |       |  |
| 4 avril 2020 |         |   |       |  |

| 25 avril | Chypre | - | Slovénie |  |
| 25 avril |        |   |          |  |
| 25 avril |        |   |          |  |

## Conférence 2

### Conférence 2 Nord

#### Classement
| Rang | Pays         | J | V | N | D | Bo | Bd | Pm | Pe | Diff | Pts |
| ---- | ------------ | - | - | - | - | -- | -- | -- | -- | ---- | --- |
| 1    | Danemark     | 2 | 2 | 0 | 0 | 2  | 0  | 66 | 3  | +63  | 10  |
| 2    | Moldavie (R) | 2 | 1 | 0 | 1 | 1  | 1  | 64 | 32 | +32  | 6   |
| 3    | Autriche     | 2 | 1 | 0 | 1 | 1  | 0  | 50 | 58 | -8   | 5   |
| 4    | Finlande     | 2 | 1 | 0 | 1 | 0  | 0  | 20 | 37 | -17  | 4   |
| 5    | Norvège      | 2 | 0 | 0 | 2 | 0  | 0  | 12 | 82 | -70  | 0   |

|  | Vainqueur de la Conférence 2 Nord et promotion en Conférence 1 (no 1) |
|  | Relégation possible en Développement (no 5)                           |
|  | R : relégué en 2019                                                   |

#### Résultats détaillés

##### Tableau des résultats
| Pays     | AUT   | DAN  | FIN  | MOL   | NOR  |
| -------- | ----- | ---- | ---- | ----- | ---- |
| Autriche |       | -    |      |       | 38-9 |
| Danemark |       |      | 22-0 | -     |      |
| Finlande | -     |      |      | 20-15 |      |
| Moldavie | 49-12 |      |      |       | -    |
| Norvège  |       | 3-44 | -    |       |      |

|  | Victoire à domicile |  | Match nul |  | Défaite à domicile |

##### Détail des résultats
| 12 octobre 2019 13 h 55 CEST (UTC+2) | Norvège                   | 3 - 44 (3-27) | Danemark | Lade idrettsanlegg Trondheim 200 spectateurs Arbitre : Benjamin Loader |
| 12 octobre 2019 13 h 55 CEST (UTC+2) | Pénalité(s) : Moulton 36e |               | Essai(s) : 8 Weiss 8e ; M. Handsen 10e, 14e, 77e J. Nielsen 25e ; Nedbailo 32e Andresen 73e, 80e Transformation(s) : 2/8 Deschamps 26e, 74e | Lade idrettsanlegg Trondheim 200 spectateurs Arbitre : Benjamin Loader |
| 12 octobre 2019 13 h 55 CEST (UTC+2) |                           |               | | Lade idrettsanlegg Trondheim 200 spectateurs Arbitre : Benjamin Loader |

| 12 octobre 15 h 00 EEST (UTC+3) | Finlande | 20 - 15 (17-8) | Moldavie                                                                                               | Myllypuron urheilupuisto, Helsinki 100 spectateurs Arbitre : Mike Hawkins |
| 12 octobre 15 h 00 EEST (UTC+3) | Essai(s) : 2 Pääkkö 9e, Keränen 28e Transformation(s) : 2/2 Viljanen 10e, 29e Pénalité(s) : 2 Viljanen 34e, 43e |                | Essai(s) : 2 Romanov 18e, Goncear 68e Transformation(s) : 1/1 Golubenco 69e Pénalité(s) : Golubenco 2e | Myllypuron urheilupuisto, Helsinki 100 spectateurs Arbitre : Mike Hawkins |
| 12 octobre 15 h 00 EEST (UTC+3) | |                | | Myllypuron urheilupuisto, Helsinki 100 spectateurs Arbitre : Mike Hawkins |

| 26 octobre 15 h 00 CEST (UTC+2) | Danemark | 22 - 0 (12-0) | Finlande | Atletikstadion Odense 500 spectateurs Arbitre : Vaidotas Girdvainis |
| 26 octobre 15 h 00 CEST (UTC+2) | Essai(s) : 4 Nedbailo 7e ; J. Jensen 40e Andresen 50e ; K. Nielsen 80e Transformation(s) : 1/4 J. Jensen 7e |               |          | Atletikstadion Odense 500 spectateurs Arbitre : Vaidotas Girdvainis |
| 26 octobre 15 h 00 CEST (UTC+2) | |               |          | Atletikstadion Odense 500 spectateurs Arbitre : Vaidotas Girdvainis |

| 2 novembre 2019 14 h 55 CET (UTC+1) | Autriche | 38 - 9 (20-9) | Norvège                                      | Wiener Sport-Club Stadium, Vienne Arbitre : Ariel Cabral |
| 2 novembre 2019 14 h 55 CET (UTC+1) | Essai(s) : 4 Graf 23e ; Lynton-Evans 35e Schneider 66e ; Marka 76e Transformation(s) : 3/4 Navas Penaherrera 24e, 36e, 67e Pénalité(s) : 4 Navas Penaherrera 5e, 39e, 55e, 69e |               | Pénalité(s) : 3 Hansen 9e, 27e ; Mbaabu (15e | Wiener Sport-Club Stadium, Vienne Arbitre : Ariel Cabral |
| 2 novembre 2019 14 h 55 CET (UTC+1) | |               |                                              | Wiener Sport-Club Stadium, Vienne Arbitre : Ariel Cabral |

| 16 novembre 16 h 00 EET (UTC+2) | Moldavie | 49 - 12 (28-5) | Autriche                                                                       | Stadionul Central Criuleni 250 spectateurs Arbitre : Rami Aro |
| 16 novembre 16 h 00 EET (UTC+2) | Essai(s) : 7 Orghianu 8e, 15e ; Golubenco 27e Busila 40e+2 ; Romanov 52e Mahu 58e, Pahom 74e Transformation(s) : 7/7 Golubenco 9e, 16e, 28e, 40e+2, 53e, 59e, 75e |                | Essai(s) : 2 Lenzenhofer 19e ; Marka 69e Transformation(s) : 1/2 Weidinger 70e | Stadionul Central Criuleni 250 spectateurs Arbitre : Rami Aro |
| 16 novembre 16 h 00 EET (UTC+2) | |                |                                                                                | Stadionul Central Criuleni 250 spectateurs Arbitre : Rami Aro |

| 11 avril 2020 | Moldavie | - | Norvège |  |
| 11 avril 2020 |          |   |         |  |
| 11 avril 2020 |          |   |         |  |

| 9 mai 2020 | Danemark | - | Moldavie |  |
| 9 mai 2020 |          |   |          |  |
| 9 mai 2020 |          |   |          |  |

| 16 mai 2020 | Norvège | - | Finlande |  |
| 16 mai 2020 |         |   |          |  |
| 16 mai 2020 |         |   |          |  |

| 23 mai 2020 | Autriche | - | Danemark |  |
| 23 mai 2020 |          |   |          |  |
| 23 mai 2020 |          |   |          |  |

| 30 mai 2020 | Finlande | - | Autriche |  |
| 30 mai 2020 |          |   |          |  |
| 30 mai 2020 |          |   |          |  |

### Conférence 2 Sud

#### Classement
| Rang | Pays                   | J | V | N | D | Bo | Bd | Pm  | Pe | Diff | Pts |
| ---- | ---------------------- | - | - | - | - | -- | -- | --- | -- | ---- | --- |
| 1    | Bulgarie               | 2 | 2 | 0 | 0 | 1  | 0  | 122 | 10 | +112 | 10  |
| 2    | Turquie                | 2 | 1 | 0 | 1 | 1  | 0  | 51  | 42 | +9   | 5   |
| 3    | Andorre                | 2 | 1 | 0 | 1 | 1  | 0  | 57  | 46 | +11  | 5   |
| 4    | Serbie                 | 2 | 1 | 0 | 1 | 0  | 0  | 37  | 86 | -49  | 4   |
| 5    | Bosnie-Herzégovine (R) | 2 | 0 | 0 | 2 | 0  | 0  | 13  | 96 | -83  | 0   |

|  | Vainqueur de la Conférence 2 Sud et promotion en Conférence 1 (no 1). |
|  | Relégation possible en Développement (no 5).                          |
|  | R : relégué en 2019                                                   |

#### Résultats détaillés

##### Tableau des résultats
| Pays               | AND   | BOS   | BUL  | SER  | TUR   |
| ------------------ | ----- | ----- | ---- | ---- | ----- |
| Andorre            |       | 45-10 | -    |      |       |
| Bosnie-Herzégovine |       |       | 3-51 | -    |       |
| Bulgarie           |       |       |      | 71-7 | -     |
| Serbie             | -     |       |      |      | 30-15 |
| Turquie            | 36-12 | -     |      |      |       |

|  | Victoire à domicile |  | Match nul |  | Défaite à domicile |

##### Détail des résultats
| 12 octobre 2019 | Turquie | 36 - 12 (21 - 5) | Andorre                                                              | Kızılcahamam İlçe Stadyumu, Ankara 200 spectateurs Arbitre : Dejan Štiglic |
| 12 octobre 2019 | Essai(s) : Gökoğlan (23e), Bakar (30e), Kaplan (37e), Çelik (43e), Akgül (51e) Transformation(s) : Danişmaz 4 (24e, 30e, 37e, 43e) Pénalité(s) : Danişmaz (41e) |                  | Essai(s) : Rubia (9e), Abello (75e) Transformation(s) : Abello (75e) | Kızılcahamam İlçe Stadyumu, Ankara 200 spectateurs Arbitre : Dejan Štiglic |
| 12 octobre 2019 | |                  |                                                                      | Kızılcahamam İlçe Stadyumu, Ankara 200 spectateurs Arbitre : Dejan Štiglic |

| 12 octobre 2019 | Bulgarie | 71 - 7 (31 - 0) | Serbie                                                       | NSA Vassil Levski, Sofia 501 spectateurs Arbitre : Valerii Maksiuk |
| 12 octobre 2019 | Essai(s) : Tsvetkov 2 (12e, 37e), Borisov 2 (21e, 57e), Petrov (29e), Attye (45e), Isikiyki (60e), Pavlov 2 (70e, 78e), Dimov (72e) Transformation(s) : Nikolov 9 (12e, 22e, 30e, 38e, 45e, 57e, 61e, 71e, 79e) Pénalité(s) : Nikolov (19e) |                 | Essai(s) : Ćosović (44e) Transformation(s) : Stanković (44e) | NSA Vassil Levski, Sofia 501 spectateurs Arbitre : Valerii Maksiuk |
| 12 octobre 2019 | |                 |                                                              | NSA Vassil Levski, Sofia 501 spectateurs Arbitre : Valerii Maksiuk |

| 19 octobre 2019 | Serbie | 30 - 15 (13 - 10) | Turquie                                              | Stadion Kralj Petar Prvi, Belgrade 215 spectateurs Arbitre : Norbert Mátrai |
| 19 octobre 2019 | Essai(s) : Rakita (17e), Ćosović (35e), Gvozdenović 2 (42e, 72e) Transformation(s) : Kapor (42e), Gvozdenović (72e) Pénalité(s) : Kapor (62e) Drop(s) : Kapor (11e) |                   | Essai(s) : Kaplan (27e), Bakar (39e), Danişmaz (56e) | Stadion Kralj Petar Prvi, Belgrade 215 spectateurs Arbitre : Norbert Mátrai |
| 19 octobre 2019 | |                   |                                                      | Stadion Kralj Petar Prvi, Belgrade 215 spectateurs Arbitre : Norbert Mátrai |

| 26 octobre 2019 | Bosnie-Herzégovine            | 3 - 51 (3 - 20) | Bulgarie | Stadion Kamberovića polje, Zenica 200 spectateurs Arbitre : Hrvoje Bartolić |
| 26 octobre 2019 | Pénalité(s) : Turčinović (8e) |                 | Essai(s) : de pénalité (12e), V. Borisov (36e), Nikolov (53e), I. Ivanov 2 (56e, 77e), Tenev (65e) Transformation(s) : Nikolov 4 (37e, 57e, 65e, 78e), Pavlov (54e) Pénalité(s) : Nikolov 3 (2e, 34e, 51e) | Stadion Kamberovića polje, Zenica 200 spectateurs Arbitre : Hrvoje Bartolić |
| 26 octobre 2019 |                               |                 | | Stadion Kamberovića polje, Zenica 200 spectateurs Arbitre : Hrvoje Bartolić |

| 9 novembre 2019 | Andorre | 45 - 10 (19 - 3) | Bosnie-Herzégovine                                                                    | Estadi Nacional, Andorre-la-Vieille 400 spectateurs Arbitre : Lionel da Silva |
| 9 novembre 2019 | Essai(s) : Calvo 2 (8e, 39e), Langeard (19e), Bourrelly (48e), Jamrulidze (58e), Torrent (78e), Causse (80e) Transformation(s) : Langeard 2 (20e, 40e), Arasanz 3 (59e, 79e, 80e+1) |                  | Essai(s) : Turčinović (68e) Transformation(s) : Bišić (69e) Pénalité(s) : Bišić (14e) | Estadi Nacional, Andorre-la-Vieille 400 spectateurs Arbitre : Lionel da Silva |
| 9 novembre 2019 | |                  |                                                                                       | Estadi Nacional, Andorre-la-Vieille 400 spectateurs Arbitre : Lionel da Silva |

| 11 avril 2020 | Bosnie-Herzégovine | - | Serbie |  |
| 11 avril 2020 |                    |   |        |  |
| 11 avril 2020 |                    |   |        |  |

| 18 avril 2020 | Turquie | - | Bosnie-Herzégovine |  |
| 18 avril 2020 |         |   |                    |  |
| 18 avril 2020 |         |   |                    |  |

| 2 mai 2020 | Bulgarie | - | Turquie |  |
| 2 mai 2020 |          |   |         |  |
| 2 mai 2020 |          |   |         |  |

| 9 mai 2020 | Serbie | - | Andorre |  |
| 9 mai 2020 |        |   |         |  |
| 9 mai 2020 |        |   |         |  |

| 16 mai 2020 | Andorre | - | Bulgarie |  |
| 16 mai 2020 |         |   |          |  |
| 16 mai 2020 |         |   |          |  |

## Développement

### Classement
| Rang | Pays          | J | V | N | D | Bo | Bd | Pm | Pe | Diff | Pts |
| ---- | ------------- | - | - | - | - | -- | -- | -- | -- | ---- | --- |
| 1    | Biélorussie   | 0 | 0 | 0 | 0 | 0  | 0  | 0  | 0  | 0    | 0   |
| 2    | Estonie       | 0 | 0 | 0 | 0 | 0  | 0  | 0  | 0  | 0    | 0   |
| 3    | Monténégro    | 0 | 0 | 0 | 0 | 0  | 0  | 0  | 0  | 0    | 0   |
| 4    | Slovaquie (R) | 0 | 0 | 0 | 0 | 0  | 0  | 0  | 0  | 0    | 0   |

|  | Promu en Conférence 2 (no 1) |
|  | R : relégué en 2019          |

### Détail des résultats
| 18 avril 2020 | Estonie | - | Biélorussie |  |
| 18 avril 2020 |         |   |             |  |
| 18 avril 2020 |         |   |             |  |

| 18 avril 2020 | Slovaquie | - | Monténégro |  |
| 18 avril 2020 |           |   |            |  |
| 18 avril 2020 |           |   |            |  |

| 9 mai 2020 | Monténégro | - | Estonie |  |
| 9 mai 2020 |            |   |         |  |
| 9 mai 2020 |            |   |         |  |

| 9 mai 2020 | Biélorussie | - | Slovaquie |  |
| 9 mai 2020 |             |   |           |  |
| 9 mai 2020 |             |   |           |  |

| 31 mai 2020 | Estonie | - | Slovaquie |  |
| 31 mai 2020 |         |   |           |  |
| 31 mai 2020 |         |   |           |  |

| 31 mai 2020 | Biélorussie | - | Monténégro |  |
| 31 mai 2020 |             |   |            |  |
| 31 mai 2020 |             |   |            |  |

## Barrage

### Barrage Championship-Trophy
| 29 mai 2021 | Belgique                                                                                                 | 21 - 23 (0 - 10) | Pays-Bas | Stade du Pachy, Waterloo Arbitre : Andrea Piardi |
| 29 mai 2021 | Essai(s) : 3 Jadot (57e), Torfs (69e), de Molder (74e) Transformation(s) : 3 A. Williams (58e, 70e, 75e) |                  | Essai(s) : 2 Weersma (34e), Wierenga (71e) Transformation(s) : 2 Weersma (35e, 72e) Pénalité(s) : 3 Weersma (18e, 51e, 76e) Carton(s) jaune(s) : 1 van Leeuwen (65e) | Stade du Pachy, Waterloo Arbitre : Andrea Piardi |
| 29 mai 2021 | |                  | | Stade du Pachy, Waterloo Arbitre : Andrea Piardi |